# Łubiana
Łubiana [wuˈbjana] (em alemão:  Lubianen ; em cassúbio:  Łubianô) é uma vila no distrito administrativo de Gmina Kościerzyna, no condado de Kościerzyna, voivodia da Pomerânia, no norte da Polônia. Situa-se a aproximadamente 8 km (5 mi) oeste de Kościerzyna e 58 km (36 mi) a sudoeste da capital regional Gdansk. Está localizado na região etnocultural de Kashubia, na região histórica da Pomerânia. A aldeia tem uma população aproximada de 2.500.
Łubiana era uma vila real da Coroa polonesa, administrativamente localizada no condado de Tczew na voivodia da Pomerânia.
Durante a ocupação alemã da Polônia (Segunda Guerra Mundial ), Łubiana foi um dos locais de execuções de poloneses, realizadas pelos alemães em 1939 como parte do Intelligenzaktion .

## Esportes
O clube de futebol local é Ceramik Łubiana. Ele compete nas ligas inferiores.